# Dyskografia Wu-Tang Clan
Dyskografia zespołu Wu-Tang Clan, hip-hopowej grupy powstałej w 1992 roku w Nowym Jorku na Staten Island, obejmuje siedem albumów studyjnych, siedemnaście singli, dwadzieścia dwie kompilacje, jeden album koncertowy, dwa wydawnictwa DVD o powstaniu grupy i jeden album demo.
W skład zespołu wchodzą RZA, GZA, Inspectah Deck, Raekwon, Masta Killa, U-God, Ghostface Killah, Method Man i Cappadonna. W 2004 roku z powodu przedawkowania kokainy zmarł jeden z muzyków grupy, Ol’ Dirty Bastard.
Pierwszy album zespołu Enter the Wu-Tang (36 Chambers) zadebiutował na 41. miejscu notowania Billboard 200 i 8. miejscu w notowaniu Top R&B/Hip-Hop Albums, promowany był utworami „Protect Ya Neck” i „Method Man”. W 1997 roku ukazał się drugi dwupłytowy album grupy pt. Wu-Tang Forever. Płyta uplasowała się na pierwszym miejscu notowań Billboard 200, Top Canadian Albums i Top R&B/Hip-Hop Albums, na którym utrzymała się przez osiemnaście tygodni. Album w Stanach Zjednoczonych według Recording Industry Association of America osiągnął status czterokrotnej platyny. Rok później grupa wydała swój pierwszy kompilacyjny album pt. Wu-Tang Killa Bees: The Swarm, na którym znaleźli się zaprzyjaźnieni raperzy, m.in. Killa Sin, Cappadonna czy Hell Razah. W 2000 roku ukazał się trzeci studyjny album zespołu zatytułowany The W, promowany utworami „Gravel Pit”, „Careful (Click, Click)” i „I Can’t Go To Sleep”, z gościnnym udziałem Isaaca Hayesa. W międzyczasie zostały wydane jeszcze kompilacje Wu-Chronicles i Wu-Chronicles, Chapter 2, a w grudniu 2001 roku ukazał się czwarty album grupy pod tytułem Iron Flag, który zajął 32. miejsce w notowaniu Billboard 200 i 6. miejsce na Top R&B/Hip-Hop Albums. W 2004 roku ukazał się pierwszy koncertowy album grupy pt. Disciples of the 36 Chambers, który zawierał dwie płyty – jedną ze starymi utworami zespołu, a drugą z koncertu. Do 2007 roku wydane zostały jeszcze kompilacje The Sting, Legend of the Wu-Tang Clan, Mathematics Presents Wu-Tang Clan & Friends Unreleased, Wu-Tang Meets the Indie Culture, Wu-Tang Clan’s Greatest Hits, Wu-Box: The Cream of the Clan i Return of the Swarm. Następny album grupy ukazał się 2007 roku pt. 8 Diagrams i w notowaniu Billboard 200 znalazł się na 25. miejscu. W lipcu 2011 roku ukazała się kontynuacja Wu-Tang Chamber Music zatytułowana Legendary Weapons. Ostatni studyjny album grupy zatytułowany A Better Tomorrow ukazał się 2 grudnia 2014 roku i został wydany w Warner Bros. Records. Płyta zadebiutowała na 29. miejscu notowania Billboard 200 oraz 2. listy Top Rap Albums.

## Albumy studyjne
| Rok | Detale albumu                                                                                                 | Notowania | Notowania | Notowania | Notowania | Notowania | Notowania | Notowania | Notowania | Notowania | Notowania | Certyfikat                                        | Sprzedaż         |
| Rok | Detale albumu                                                                                                 | USA       | AUS       | AUT       | BEL FLA   | CAN       | FIN       | FRA       | CHE       | SWE       | NLD       | Certyfikat                                        | Sprzedaż         |
| --- | --- | --------- | --------- | --------- | --------- | --------- | --------- | --------- | --------- | --------- | --------- | ------------------------------------------------- | ---------------- |
| 1993 | Enter the Wu-Tang (36 Chambers) - Wydany: 9 listopada 1993 - Wytwórnia: Loud Records - Format: CD, LP, Kaseta | 41        | –         | –         | –         | –         | –         | –         | –         | –         | –         | - USA: platyna                                    | - USA: 2 000 000 |
| 1997 | Wu-Tang Forever - Wydany: 3 czerwca 1997 - Wytwórnia: Loud Records - Format: CD, LP, Kaseta                   | 1         | 8         | 17        | 23        | 1         | 11        | 8         | 11        | 2         | 9         | - USA: 4x platyna - CAN: 2× platyna - GBR: srebro | - USA: 4 000 000 |
| 2000 | The W - Wydany: 21 listopada 2000 - Wytwórnia: Columbia - Format: CD, LP, Kaseta                              | 5         | –         | 13        | 16        | 9         | 33        | 13        | 24        | 37        | 15        | - USA: platyna - CAN: złoto - GBR: złoto          | - USA: 1 100 000 |
| 2001 | Iron Flag - Wydany: 18 grudnia 2001 - Wytwórnia: Columbia - Format: CD, LP, Kaseta                            | 32        | 46        | 36        | –         | –         | –         | 61        | 39        | –         | 57        | - USA: złoto                                      | - USA: 470 000   |
| 2007 | 8 Diagrams - Wydany: 11 grudnia 2007 - Wytwórnia: SRC Records - Format: CD, LP                                | 25        | –         | –         | 88        | –         | –         | 84        | 19        | –         | 95        |                                                   | - USA: 202 000   |
| 2014 | A Better Tomorrow - Wydany: 2 grudnia 2014 - Wytwórnia: Warner Bros. Records - Format: CD, LP                 | 29        | 49        | 51        | 112       | 24        | –         | 104       | 21        | –         | –         |                                                   | - USA: 25 000    |
| 2015 | Once Upon a Time in Shaolin - Wydany: 24 listopada 2015 - Wytwórnia: EZCLZIV Scluzay - Format: CD             | –         | –         | –         | –         | –         | –         | –         | –         | –         | –         |                                                   | - USA: 1 sztuka  |
| - „–” oznacza, że nie notowany - Tylko jedna sztuka albumu „Once Upon a Time in Shaolin” została wyprodukowana i sprzedana na aukcji. | |           |           |           |           |           |           |           |           |           |           |                                                   |                  |

## Minialbumy
| Rok  | Detale albumu                                                                                          | Notowania | Notowania | Notowania | Certyfikat |
| Rok  | Detale albumu                                                                                          | USA       | USA R&B   | USA Ind.  | Certyfikat |
| ---- | --- | --------- | --------- | --------- | ---------- |
| 2019 | Wu-Tang: Of Mics and Men - Wydany: 17 maja 2019 - Wytwórnia: Mass Appeal/36 Chambers - Format: digital | –         | –         | –         |            |

## Kompilacje
| Rok                      | Detale albumu | Notowania | Notowania | Notowania | Certyfikat   |
| Rok                      | Detale albumu | USA       | USA R&B   | USA Ind.  | Certyfikat   |
| ------------------------ | --- | --------- | --------- | --------- | ------------ |
| 1998                     | Wu-Tang Killa Bees: The Swarm - Wydany: 21 lipca 1998 - Wytwórnia: Priority Records - Format: CD, LP, Kaseta                         | 4         | 3         | –         | - USA: złoto |
| 1999                     | Wu-Chronicles - Wydany: 23 marca 1999 - Wytwórnia: Wu-Tang Records - Format: CD, Kaseta                                              | 25        | 16        | –         |              |
| 2001                     | Wu-Chronicles, Chapter 2 - Wydany: 3 lipca 2001 - Wytwórnia: Priority Records - Format: CD, LP, Kaseta                               | 72        | 30        | –         |              |
| 2002                     | The Sting - Wydany: 12 marca 2002 - Wytwórnia: Koch Records - Format: CD, LP, Kaseta                                                 | 46        | 9         | 1         |              |
| 2004                     | Disciples of the 36 Chambers: Chapter 1 - Wydany: 28 września 2004 - Wytwórnia: Sanctuary Records - Format: CD, DVD                  | 82        | 36        | –         |              |
| 2004                     | Legend of the Wu-Tang Clan - Wydany: 26 października 2004 - Wytwórnia: BMG Heritage - Format: CD, LP                                 | 72        | 35        | –         |              |
| 2005                     | Wu-Tang Meets the Indie Culture - Wydany: 18 października 2005 - Wytwórnia: Babygrande Records - Format: CD                          | 190       | 68        | 17        |              |
| 2007                     | Mathematics Presents Wu-Tang Clan & Friends Unreleased - Wydany: 6 lutego 2007 - Wytwórnia: Nature Sounds - Format: CD               | –         | –         | –         |              |
| 2007                     | Wu-Tang Clan’s Greatest Hits - Wydany: 19 lutego 2007 - Wytwórnia: Sony - Format: CD                                                 | –         | –         | –         |              |
| 2007                     | Wu-Box: The Cream of the Clan - Wydany: 28 sierpnia 2007 - Wytwórnia: Cleopatra Records - Format: CD                                 | –         | –         | –         |              |
| 2007                     | Return of the Swarm - Wydany: 2 lipca 2007 - Wytwórnia: 101 Distribution - Format: CD                                                | –         | –         | –         |              |
| 2007                     | Return of the Swarm, Vol. 4 - Wydany: 13 sierpnia 2007 - Wytwórnia: CMP Entertainment - Format: CD                                   | –         | –         | –         |              |
| 2007                     | Wu XM Radio - Wydany: 20 sierpnia 2007 - Wytwórnia: Think Differently - Format: CD                                                   | –         | –         | –         |              |
| 2007                     | Lost Anthology - Wydany: 27 grudnia 2007 - Wytwórnia: Think Differently - Format: CD                                                 | –         | –         | –         |              |
| 2008                     | Return of the Swarm, Vol. 5 - Wydany: 9 lutego 2008 - Wytwórnia: 101 Distribution - Format: CD                                       | –         | –         | –         |              |
| 2008                     | Soundtracks from the Shaolin Temple - Wydany: 7 października 2008 - Wytwórnia: Wanderluxe - Format: CD                               | –         | –         | –         |              |
| 2008                     | Wu: The Story of the Wu-Tang Clan - Wydany: 18 listopada 2008 - Wytwórnia: Loud/Legacy Records - Format: CD                          | –         | 32        | –         |              |
| 2008                     | Killa Bees Attack - Wydany: 4 listopada 2008 - Wytwórnia: J Love Enterprises - Format: CD                                            | –         | –         | –         |              |
| 2009                     | Wu-Tang Chamber Music - Wydany: 30 lipca 2009 - Wytwórnia: E1 Music - Format: CD, LP                                                 | 49        | 13        | 3         |              |
| 2009                     | Wu-Tang Meets The Indie Culture vol. 2: Enter the Dubstep - Wydany: 10 listopada 2009 - Wytwórnia: iHipHop Distribution - Format: CD | –         | –         | –         |              |
| 2010                     | Return of the Wu & Friends - Wydany: 16 lutego 2010 - Wytwórnia: Gold Dust Media - Format: CD, LP                                    | 192       | 36        | 24        |              |
| 2010                     | Pollen: The Swarm Part Three - Wydany: 22 czerwca 2010 - Wytwórnia: Wu Music Group - Format: CD, LP                                  | –         | –         | –         |              |
| 2011                     | Legendary Weapons - Wydany: 26 lipca 2011 - Wytwórnia: E1 Music - Format: CD, LP                                                     | 41        | 10        | 6         |              |
| 2013                     | The Essential Wu-Tang Clan - Wydany: 29 października 2013 - Wytwórnia: Legacy - Format: CD, LP                                       | –         | –         | –         |              |
| 2017                     | The Saga Continues - Wydany: 13 października 2017 - Wydany: 36 Chambers Alc - Format: CD, LP                                         | 15        | 8         | 1         |              |
| 2025                     | Black Samson, the Bastard Swordsman - Wydany: 12 kwietnia 2025 - Wydany: - Format: CD, LP                                            | –         | –         | –         |              |
| „–” oznacza nie notowane | |           |           |           |              |

## Single
| Rok                                     | Single                                              | Notowania | Notowania | Notowania | Notowania | Notowania | Notowania | Notowania | Notowania | Notowania | Notowania | Album                           |
| Rok                                     | Single                                              | USA       | USA R&B   | USA Rap   | AUS       | AUT       | BEL FLA   | FRA       | CHE       | SWE       | NLD       | Album                           |
| --------------------------------------- | --------------------------------------------------- | --------- | --------- | --------- | --------- | --------- | --------- | --------- | --------- | --------- | --------- | ------------------------------- |
| 1992                                    | „Protect Ya Neck”                                   | –         | –         | –         | –         | –         | –         | –         | –         | –         | –         | Enter the Wu-Tang (36 Chambers) |
| 1993                                    | „Method Man”                                        | 69        | 40        | 17        | –         | –         | –         | –         | –         | –         | –         | Enter the Wu-Tang (36 Chambers) |
| 1994                                    | „Da Mystery of Chessboxin'”                         | –         | –         | –         | –         | –         | –         | –         | –         | –         | –         | Enter the Wu-Tang (36 Chambers) |
| 1994                                    | „C.R.E.A.M.”                                        | 60        | 32        | 8         | –         | –         | –         | –         | –         | –         | –         | Enter the Wu-Tang (36 Chambers) |
| 1994                                    | „Can It Be All So Simple”                           | –         | 82        | 24        | –         | –         | –         | –         | –         | –         | –         | Enter the Wu-Tang (36 Chambers) |
| 1995                                    | „Wu-Tang Clan Ain’t Nuthing Ta F’ Wit”              | –         | –         | –         | –         | –         | –         | –         | –         | –         | –         | Enter the Wu-Tang (36 Chambers) |
| 1997                                    | „Triumph” (gośc. Cappadonna)                        | –         | –         | –         | –         | –         | –         | –         | –         | –         | –         | Wu-Tang Forever                 |
| 1997                                    | „It’s Yourz”                                        | –         | 75        | 21        | –         | –         | –         | –         | –         | –         | –         | Wu-Tang Forever                 |
| 2000                                    | „Protect Ya Neck (The Jump Off)” (gośc. Cappadonna) | –         | 52        | 9         | –         | –         | –         | –         | –         | –         | –         | The W                           |
| 2000                                    | „Gravel Pit” (gośc. Madam Majestic)                 | –         | 70        | 20        | 35        | 23        | 7         | 95        | 9         | 51        | 6         | The W                           |
| 2000                                    | „Careful (Click, Click)” (gośc. Cappadonna)         | –         | –         | –         | –         | –         | –         | –         | –         | –         | –         | The W                           |
| 2001                                    | „I Can’t Go To Sleep” (gośc. Isaac Hayes)           | –         | –         | –         | –         | –         | –         | –         | –         | –         | 70        | The W                           |
| 2002                                    | „Uzi (Pinky Ring)”                                  | –         | 93        | 16        | –         | –         | –         | –         | –         | –         | –         | Iron Flag                       |
| 2002                                    | „Back in the Game” (gośc. Ron Isley)                | –         | –         | –         | –         | –         | –         | –         | –         | –         | –         | Iron Flag                       |
| 2002                                    | „Rules” (gośc. Streetlife)                          | –         | –         | –         | –         | –         | –         | –         | –         | –         | –         | Iron Flag                       |
| 2007                                    | „The Heart Gently Weeps” (gośc. Erykah Badu)        | –         | –         | –         | –         | –         | –         | –         | –         | –         | –         | 8 Diagrams                      |
| 2008                                    | „Take It Back”                                      | –         | –         | –         | –         | –         | –         | –         | –         | –         | –         | 8 Diagrams                      |
| 2014                                    | „Keep Watch”                                        | –         | –         | –         | –         | –         | –         | –         | –         | –         | –         | A Better Tomorrow               |
| 2014                                    | „Ron O’Neal”                                        | –         | –         | –         | –         | –         | –         | –         | –         | –         | –         | A Better Tomorrow               |
| 2014                                    | „Ruckus In B Minor”                                 | –         | –         | –         | –         | –         | –         | –         | –         | –         | –         | A Better Tomorrow               |
| „–” oznacza że singiel nie był notowany |                                                     |           |           |           |           |           |           |           |           |           |           |                                 |

## Albumy koncertowe
| Rok  | Detale albumu | Certyfikat      |
| ---- | --- | --------------- |
| 2004 | Disciples of the 36 Chambers: Chapter 2 - Wydany: 19 października 2004 - Wytwórnia: Wu Music Group/Sanctuary/BMG Records - Format: DVD | - Kanada: złoto |

## DVD
| Rok  | Detale                                                                                                | Certyfikat      |
| ---- | --- | --------------- |
| 2006 | Legend of the Wu-Tang: The Videos - Wydany: 13 czerwca 2006 - Wytwórnia: BMG Records - Format: DVD    | - Kanada: złoto |
| 2008 | Wu: The Story of the Wu-Tang Clan - Wydany: 18 listopada 2008 - Wytwórnia: Loud Records - Format: DVD |                 |

## Albumy Demo
| Rok  | Detale albumu                                                                 |
| ---- | ----------------------------------------------------------------------------- |
| 1992 | Wu-Tang Demo Tape - Wydany: 1992 - Wytwórnia: Wydanie własne - Format: Kaseta |

## Występy gościnne
| Rok  | Utwór                             | Wykonawca       | Album                                    |
| ---- | --------------------------------- | --------------- | ---------------------------------------- |
| 1994 | „Can It Be All So Simple (Remix)” | Różni wykonawcy | Fresh                                    |
| 1994 | „Anything (Old School Remix)”     | SWV             | The Remixes                              |
| 1995 | „Let Me at Them”                  | różni wykonawcy | Tales from the Hood                      |
| 1995 | „Dirty Dancing”                   | różni wykonawcy | America is Dying Slowly                  |
| 1997 | „Sucker MC’s”                     | różni wykonawcy | In tha Beginning…There Was Rap           |
| 1997 | „Diesel”                          | różni wykonawcy | Soul in the Hole                         |
| 1997 | „Tragedy””                        | różni wykonawcy | Rhyme and Reason                         |
| 1998 | „Put Your Hammer Down”            | Funkmaster Flex | The Mix Tape, Vol. 3: 60 Minutes of Funk |
| 1998 | „Windpipe”                        | różni wykonawcy | Belly                                    |
| 1998 | „And You Don’t Stop”              | różni wykonawcy | Def Jam’s Rush Hour Soundtrack           |
| 1998 | „Say What You Want”               | Texas           | White on Blonde                          |
| 1999 | „Fast Shadow”                     | różni wykonawcy | Ghost Dog: Droga samuraja                |
| 2000 | „Shame” „For Heaven’s Sake 2000”  | różni wykonawcy | Loud Rocks                               |
| 2000 | „Shaolin Worldwide”               | różni wykonawcy | Następny piątek                          |
| 2000 | „The Abduction”                   | Tony Touch      | The Piece Maker                          |
| 2001 | „What You In Fo”                  | różni wykonawcy | Oz                                       |
| 2004 | „Black Mamba”                     | różni wykonawcy | Kill Bill 2                              |
| 2004 | „Rock Steady”                     | Tony Touch      | The Piece Maker, vol. 2                  |
| 2018 | „Wu Tang Forever”                 | Logic           | YSIV                                     |